# Copa de la Lliga espanyola de futbol
La Copa de la Lliga fou una antiga competició espanyola de futbol que es va celebrar anualment entre 1982 i 1986, organitzada per la Federació Espanyola de Futbol. Participaven els vuit primers classificats de la Lliga espanyola de futbol, que s'enfrontaven en eliminatòries a doble partit, cadascun en el feu de cada equip. La final també es disputava a doble partit.
La Copa de la Lliga va ser impulsada pel president del FC Barcelona Josep Lluís Núñez, amb la finalitat de crear una nova competició que generés nous ingressos econòmics als clubs, tant en concepte de taquilla com pels drets de televisió.
El 1986, quan només s'havien celebrat quatre edicions, els clubs es van posar d'acord a cancel·lar la competició a causa de la saturació del calendari de partits.
El guanyador de cada torneig aconseguia una plaça per a jugar la Copa de la UEFA de l'any següent.

## Palmarès
- 2  FC Barcelona (1983 i 1986)
- 1  Reial Valladolid (1984)
- 1  Reial Madrid (1985)

## Historial
Font:
| Temporada | Campió               | Final: Anada / Tornada                  | Resultat       | Gols                                                             |
| --------- | -------------------- | --------------------------------------- | -------------- | ---------------------------------------------------------------- |
| 1982-83   | FC Barcelona (1)     | Reial Madrid-FC Barcelona -Reial Madrid | 2-2 2-1        | Del Bosque, Juanito / Carrasco, Maradona , Alexanko / Santillana |
| 1983-84   | Reial Valladolid (1) | At. Madrid-Reial Valladolid -At. Madrid | 0-0 3-0 (prò.) | - Votava (p.p.), Fortes, Minguela                                |
| 1984-85   | Reial Madrid (1)     | At. Madrid-Reial Madrid -At. Madrid     | 3-2 2-0        | Rubio, Arteche, Cabrera / Pineda, Santillana Stielike, Míchel    |
| 1985-86   | FC Barcelona (2)     | R. Betis-FC Barcelona -R. Betis         | 1-0 2-0        | Calderón Amarilla, Alexanko                                      |